# Kristy Pigeon
Kristy Pigeon (* 15. August 1950) ist eine ehemalige US-amerikanische Tennisspielerin.

## Karriere
Pigeon gewann 1968 das Juniorinnenturnier der Wimbledon Championships.
Sie zählt zu den neun Spielerinnen, den Original 9, die 1970 das Virginia Slims Invitational spielten, das von Gladys Heldman veranstaltet und gesponsert wurde.
Nach dem College begann Kristy Pigeon ein Studium der Biologie.

## Abschneiden bei Grand-Slam-Turnieren

### Einzel
| Turnier         | 1968 | 1969 | 1970 | 1971 | 1972 | 1973 | Karriere |
| --------------- | ---- | ---- | ---- | ---- | ---- | ---- | -------- |
| Australian Open | —    | —    | —    | —    | —    | —    | —        |
| French Open     | —    | 1    | AF   | 1    | —    | —    | AF       |
| Wimbledon       | AF   | AF   | 1    | 1    | 1    | 1    | AF       |
| US Open         | 2    | 1    | 2    | 1    | 2    | —    | 2        |

### Doppel
| Turnier         | 1968 | 1969 | 1970 | 1971 | 1972 | 1973 | 1974 | Karriere |
| --------------- | ---- | ---- | ---- | ---- | ---- | ---- | ---- | -------- |
| Australian Open | —    | —    | —    | —    | —    | —    | —    | —        |
| French Open     | —    | 2    | 2    | —    | —    | —    | —    | 2        |
| Wimbledon       | AF   | 2    | 2    | AF   | AF   | —    | —    | AF       |
| US Open         | VF   | 1    | 1    | VF   | —    | —    | 1    | VF       |